# Аси Романс
Аси Романс (фр. Acy-Romance) насеље је и општина у североисточној Француској у региону Шампања-Ардени, у департману Ардени која припада префектури Ретел.
По подацима из 2011. године у општини је живело 443 становника, а густина насељености је износила 39,8 становника/km². Општина се простире на површини од 11,13 km². Налази се на средњој надморској висини од 73 метара.

## Демографија
| 1962. | 1968. | 1975. | 1982. | 1990. | 1999. | 2011. |
| ----- | ----- | ----- | ----- | ----- | ----- | ----- |
| 471   | 475   | 479   | 484   | 472   | 443   | 443   |

График промене броја становника у току последњих година